# ゲタイ
ゲタイ（ギリシア語: Γέται、Getai）は、かつて黒海の西側、ドナウ川流域（現在のルーマニア）に住んでいたとされるトラキア系民族。紀元前6世紀から古代ギリシア・ローマの史家によってその存在が記されてきた。史料によってはゲタエ（Getae）とも表記される。

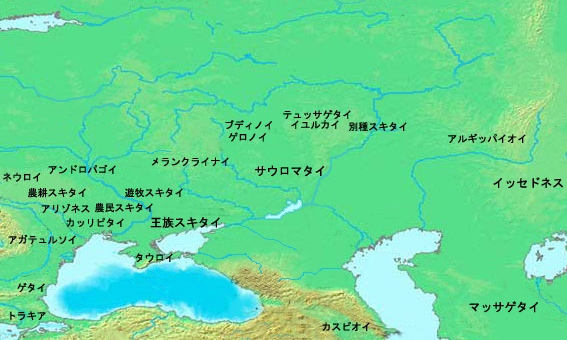
紀元前6世紀の諸民族とゲタイの位置（左下）。

## 歴史

### ダレイオス1世のスキタイ征伐
アケメネス朝ペルシアのダレイオス1世（在位：紀元前522年 - 紀元前486年）はボスポラス海峡を渡ってイストロス河を目指した。途中、ペルシア軍はトラキア地方を通過した際、サルミュデッソスを占拠するトラキア人や、アポッロニア、メサンブリアの町以北に住む、いわゆるスキュミアダイ人、ニプサイオイ人らを戦わずして屈服させたが、イストロス河畔に住むゲタイ人だけが抵抗したため、武力で屈服させるとともに、スキタイ遠征軍に加えて従軍させた。

### アレクサンドロスの北伐
マケドニアのアレクサンドロス3世（在位：紀元前336年 - 紀元前323年）は東方遠征に先立ち、隣国のトラキア人とトリバッロイ人を征討した。このマケドニア軍の猛攻にトラキア人とトリバッロイ人は敗れて潰走し、イストロス河中のペウケという川中島に避難した。アレクサンドロスはその川中島に上陸を試みたが危険と判断し、代わってイストロス河対岸のゲタイ人討伐にかかった。対するゲタイ人はすでに大軍を率いて川岸の土手に集結し、マケドニア軍を待ち構えていたが、アレクサンドロスの一夜による渡河作戦と騎兵隊による突撃に怯み、イストロス河からおよそ1パラサンゲス（約5.3キロメートル）離れた彼らの町に逃げ込んでしまった。しかし、マケドニア軍が騎兵隊を差し向けて急進撃してくると聞いたゲタイ人たちは、その町を放棄し、運べる限りの女子供を馬の背に乗せてできるだけ遠くの荒野を目指して去っていった。その後、トリバッロイ王のシュルモスや周辺諸民族からアレクサンドロスのもとへ和親の使者が送られた。

### リュシマコスによるゲタイ遠征
トラキア・マケドニア王のリュシマコス（在位：紀元前306年 - 紀元前281年）はゲタイ族とその王ドロミカイテスに向けて遠征したが、リュシマコスは危険を招いたどころか、捕虜にまでなった。しかし、ゲタイ王ドロミカイテスはリュシマコスに和親の道を説き、彼を客人として歓迎すると、友好関係を結んだ上で釈放した。

### ブレビスタのゲタイ族統一

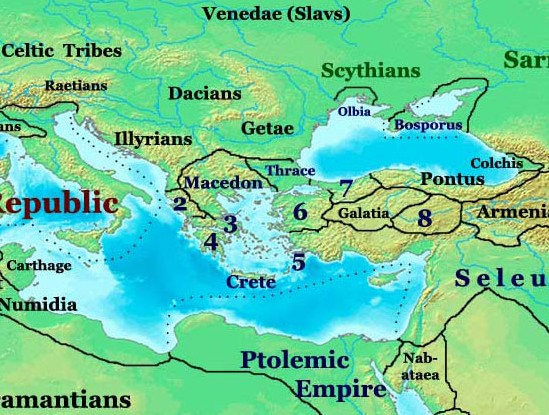
紀元前2世紀頃のゲタイ（Getae）とその周辺民族。

ゲタイ族のブレビスタという者がこの部族の支配者の座につくと、打ち続く戦乱のために衰退していたゲタイ族をふたたび回復し、鍛錬・禁酒・命令への服従を課して非常に勢いづけた。その結果、数年の間に一大王国を確立し、さらに近隣諸族のほとんどがゲタイ族の支配下に入った。ボイレビスタスは、すでにローマにとって脅威の種になっており、恐れ気もなくイストロス河を渡るとトラキア地方を略奪しながらマケドニア、イリュリア両地方にまで達した。そして、ケルト族のなかでもトラキア、イリュリア両族と混在していた諸族の地方を荒らして通り、クリタシロス治下のボイイ族に加えてタウリスキ族をも共に全滅させた。ブレビスタがゲタイ族を統一することができたのは、彼がデカイネオスという呪術師を顧問として用いたためであり、禁酒令を出すことを提案したのもデカイネオスであった。
しかし、ブレビスタによるゲタイ族統一は長くは続かず、一部の族民が反乱を起こしたため、ローマのカエサルがボイレビスタス攻撃の遠征軍を派遣するまでもなく打倒された。そして、その後を継いだ指導者たちはゲタイ王国を4つに分割した。その後もゲタイ族の分割はさまざまに変わり、ローマのアウグストゥス帝（在位：紀元前27年 - 紀元14年）がゲタイ族攻撃のために遠征軍を派遣したときには、5つの区域に分けられていた。

## 習俗

### 宗教
古代ギリシア・ローマの史料において、ゲタイはしばしば「霊魂の不滅を信じているゲタイ」、「不死を自称するゲタイ」と記される。それは彼らが信仰している宗教によるものである。以下はヘロドトス（紀元前5世紀）とストラボン（紀元前1世紀）の記録。
| 「 | 彼らは自分たちが死滅するとは考えず、死亡した者は神霊サルモクシスのもとへいくと信じている。彼らの中には同じ神をゲベレイジスの名で呼ぶ者もある。彼らは5年ごとにくじを引き、サルモクシスへの使者を決める。使者にはその時々の願い事を言伝てたうえで、別の者たちが彼の両手両足を持ち、三本の槍を構えている者たちに向かって彼を放り投げる。その時、使者に選ばれた者が槍に刺さって死ねば、神に好意を持ってもらったと考え、逆に死ななければ、その者が悪人であるとして罪を問い、また別の者を選んで同じことをする。また、雷鳴や稲妻があると天に向かって矢を放ち、神を脅かすのも同じトラキア人で、彼らは自分たちの信ずる神以外に神がいることを認めない。＜ヘロドトス『歴史』巻4-94＞ | 」 |

| 「 | 伝承によると、ゲタイ族出身で、その名をザモルクシスという人は、ピタゴラスの奴僕であったが、主人から天文についての学問をいくらか学び、同時にエジプトにまで遍歴の足を伸ばして、かの地の人々からも様々な知識を学んだ。その後、故郷の地へ帰ると、（天体が示す）何かの現象を予兆として予言し、指導者たちや部族のみんなの尊敬を受けた。そして、ついには王のところに向かい、自分は神々が知らせる事柄を人々に伝えるにたる人間だからという理由で、自分を王の統治に参加させるよう説いた。 はじめ、部族の人々の間で、とりわけ大事に祀っている神の祭司に任せられたが、後になると、（当人が）「神」の称号を受け、洞窟のようになって他の人々には足を踏み入れることを許されない場所に居を構え、そこで日を送った。その間、王と自分の世話をする人々以外、外界の人々とはめったに会うことがなかったし、人々は王が神々の助言に従って布告を出しているからというので、以前にもはるかにまして当の王の言葉に気をつけるから、王もそれを見て祭司に協力していた。 当のこの習慣は当代にまで続いて、王に顧問として仕えているのに族民の間では「神」という呼び名を持つ役割の人物が終始存在しているのが見られる。＜ストラボン『地理誌』巻7-3章-2節-5＞ | 」 |

### 婚姻
ストラボンが『地理誌』において、ゲタイの一夫多妻制について考察しているが、それによるとゲタイは10人以上の妻を持つのが普通で、4-5人程度では「男の勲章もない嫁取らず」と陰口を叩かれるらしい。

### 言語
ヘロドトスは習俗が違えど「全世界でインド人に次いで最大の民族トラキア人」の一部族としており、ストラボンもトラキア系としていることから、ゲタイの話す言語はトラキア語であると推測できる。また、ストラボンは「ゲタイはもとは西方スキタイ系だったが、トラキア人と混住してしまったことでトラキア系になった」としている。

## ゲタイとダコイ
ストラボンはゲタイに隣接するダコイについても言及している。
| 「 | 黒海のある東方へ寄っている部族をゲタイ、逆方向にあたるゲルマニア地方やイストロス河源泉地域寄りの部族をダコイと呼び、私の考えでは後者を古くはダオイと呼んでいたと思う。＜ストラボン『地理書』巻7-3章-5節-12＞ | 」 |

ストラボンによると、「ダコイ族はゲタイ族と同じ言語を話す」らしい。